# Methoden om exoplaneten te vinden

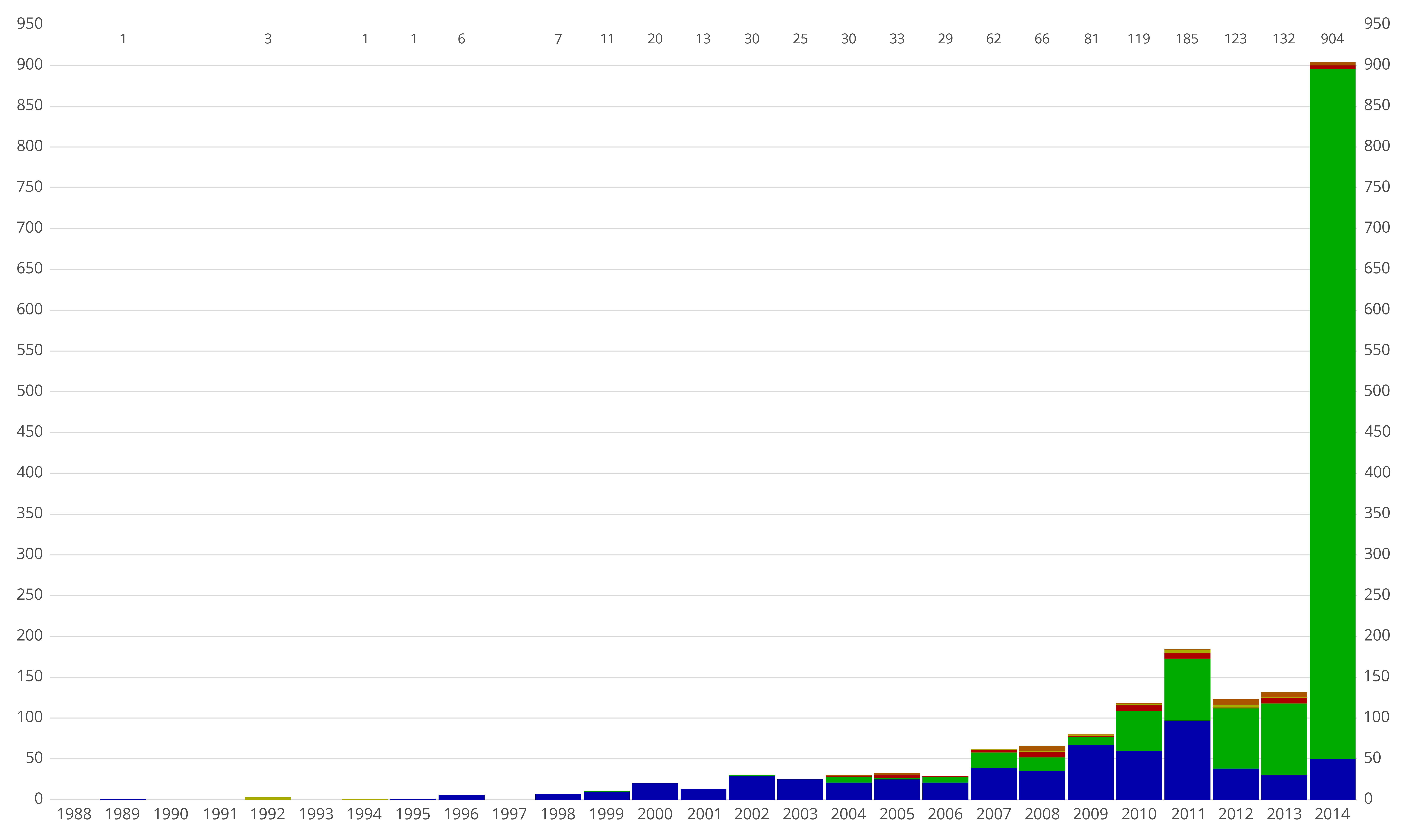
Aantallen van ontdekkingen van planeten buiten het zonnestelsel per jaar t/m september 2014, met verschillende kleuren voor de detectiemethoden:
directe waarneming
microlensing
transitiefotometrie
transitietiming
radiële snelheid

Een planeet (exoplaneet) zal vergeleken met de ster uit haar stelsel altijd een extreem zwakke lichtbron zijn. Een ster als de zon is bijvoorbeeld een miljard keer zo fel als elk van de planeten die om haar heen draaien. Behalve dat het altijd lastig is om zo'n zwakke lichtbron waar te kunnen nemen, zal de felle schittering van zo'n begeleidende ster de planeet ook verbloemen. Om deze redenen zijn slechts heel weinig van de bewezen exoplaneten direct geobserveerd en nog minder zijn afzonderlijk van een ster waargenomen. In plaats daarvan gebruiken astronomen gewoonlijk indirecte methoden om planeten te ontdekken. Op 28 januari 2021 waren er 4341 exoplaneten door NASA vastgesteld. Intussen staat de teller al op zo'n 5338 exoplaneten. 

## Detectiemethoden
De radiële snelheidsmethode en de transitmethode zijn veruit het meest succesvol tot nu toe. De methoden microlensing en directe waarneming zijn veelbelovend. Er zijn er nog meer maar helaas boeken deze nog niet veel resultaat.

### Radiële snelheid
Een ster met planeet zal in een kleine omloopbaan bewegen onder invloed van de zwaartekracht van de planeet. Dit veroorzaakt variaties in de snelheid waarmee de ster van de aarde af of ernaartoe beweegt, de radiële snelheid, ten opzichte van de aarde. De radiële snelheid kan worden afgeleid aan de hand van de verplaatsing van de spectraallijnen van de ster door het dopplereffect. De methode van radiële snelheid meet deze variaties om de aanwezigheid van een planeet te bewijzen met de binaire massafunctie.
De snelheid van de ster rond het massamiddelpunt van het stersysteem is veel kleiner dan die van de planeet, omdat de straal van haar omloop rond dit massamiddelpunt zo klein is. (De zon beweegt zo'n 13 m/s vanwege Jupiter en slechts 9 cm/s door de aarde). Snelheidsvariaties van 1 m/s of zelfs minder worden gedetecteerd met moderne spectrometers zoals de HARPS spectrometer van ESO's telescoop in het La Silla-observatorium in Chili, of de HIRES in het Keck-observatorium.
Tot rond 2012 was de radiële snelheid methode verreweg de meest productieve techniek voor de planetenjacht (na 2012 werd deze ingehaald door de transitie methode met het Kepler Space Observatory). Het radiële snelheidssignaal is niet afstand afhankelijk, maar vereist hoge signaal-ruisverhouding in spectra om een hoge precisie te bereiken. Daarom wordt deze methode vaak alleen gebruikt voor relatief nabije sterren, tot zo'n 160 lichtjaar van de aarde, om planeten van lage massa te vinden. Ook is het niet mogelijk om veel sterren simultaan te observeren met een enkele telescoop. Planeten met een massa vergelijkbaar met die van Jupiter kunnen worden gedetecteerd tot een afstand van een paar duizend lichtjaar van de zon. Deze methode vindt massieve planeten gemakkelijk als ze dicht op hun ster staan. Moderne spectrografen kunnen ook Jupiter-achtige planeten ontdekken met een omloopbaan tot 10 astronomische eenheden van hun moederster af, maar deze detectie vergt vele jaren van observatie. Planeten met een massa vergelijkbaar met die van de aarde zijn alleen nog te ontdekken als ze in kleine omloopbanen draaien rond kleine, zwakke sterren, zoals bijvoorbeeld Proxima b.
Het is makkelijker om planeten te ontdekken rond sterren van lage massa om twee redenen: ten eerste is het effect van de zwaartekracht van de planeet groter op de ster vanwege de lage massa van de ster. De tweede reden is dat hoofdreeks sterren met een lage massa over het algemeen relatief traag roteren. Snelle rotatie, waarbij de ene helft van de ster snel weg draait van de waarnemer en de andere helft snel ernaartoe, maakt gegevens van spectraallijnen minder duidelijk (breder). Bij de meer massievere sterren is het voor deze methode prettig als de ster de hoofdreeks heeft verlaten, omdat ook de rotatiesnelheid daarbij vaak afneemt.
Soms geeft de spectrografie gebruikmakend van het dopplereffect verkeerde resultaten, vaak in bijvoorbeeld het geval van meerdere planeten tegelijk, of meerdere sterren. Magnetische velden en sommige vormen van stellaire activiteit kunnen ook misleidende signalen afgeven. Als de moederster meerdere planeten heeft, kunnen misleidende gegevens ook veroorzaakt worden door te weinig informatie, zodat meerdere oplossingen in de informatie passen, ook omdat de sterren meestal niet continu worden geobserveerd. Soms kunnen de misleidende gegevens worden geëlimineerd, door gebruik te maken van analyses van de o.a. de stabiliteit van het planetair systeem, fotometrische analyses van de moederster, de juiste rotatieperiode en activiteitscycli.
Planeten met een omloopbaan met een hogere glooiingshoek ten opzichte van het waarnemingspunt van de aarde veroorzaken een minder zichtbare omloopvariatie in hun ster en zijn daarom moeilijker te detecteren. Een van de voordelen van de radiële snelheid methode is dat de excentriciteit van de omloopbaan van de planeet direct gemeten kan worden. Een nadeel is van de radiële methode is dat het slechts een schatting kan maken van de minimale planeetmassa ({\displaystyle M_{\text{true}}\cdot {\sin i}\,}). Met systemen van meerdere planeten waarin deze relatief dicht bij elkaar bewegen is de radiële snelheidsmeting methode niet toereikend om de massa van individuele planeten te bepalen en wordt deze vaak in combinatie met de transitie methode gebruikt voor een preciezere schatting.
Wanneer de planeet in kwestie rond een relatief heldere ster draait en zelf een hoog albedo heeft, waardoor de spectraallijnen van de planeet zelf ontvangen kunnen worden en deze gescheiden kunnen worden van die van de ster, kan de radiële snelheid van de planeet zelf bepaald worden. Dit levert meer informatie op, zoals de samenstelling van de planeet, de massa, de glooiingshoek van de omloop ten opzichte van de waarnemer en kunnen vergissingen worden uitgesloten.

### Transitiefotometrie

Illustratie van transitiefotometrie als methode om exoplaneten te detecteren. De grafiek eronder demonstreert de 'dip' in de lichtkracht zoals deze op aarde wordt waargenomen.

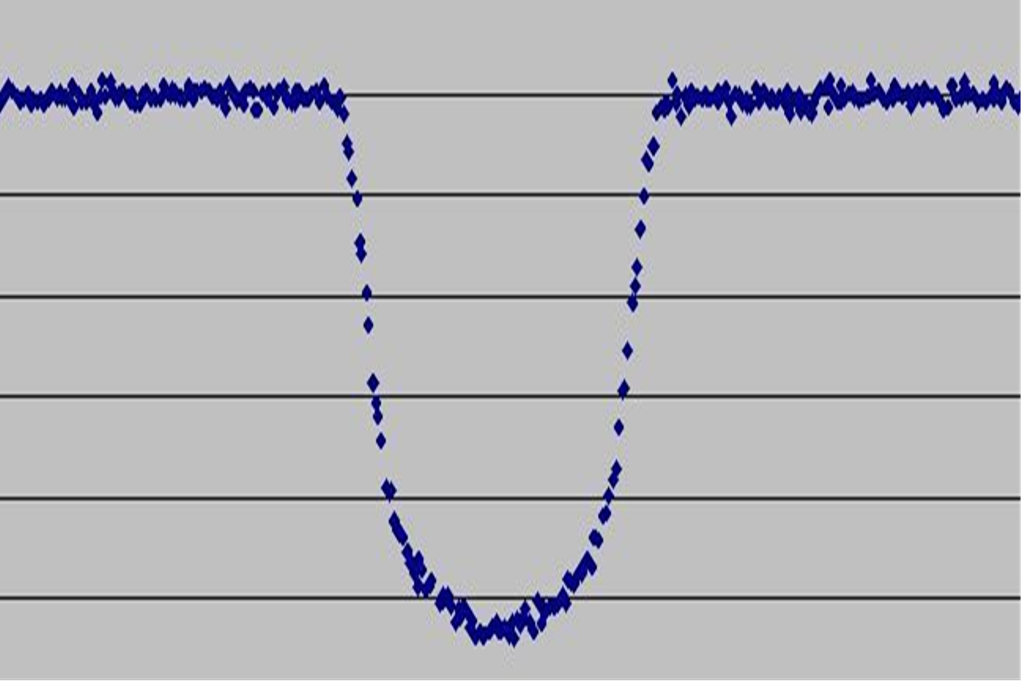
Kepler-6b-fotometrie

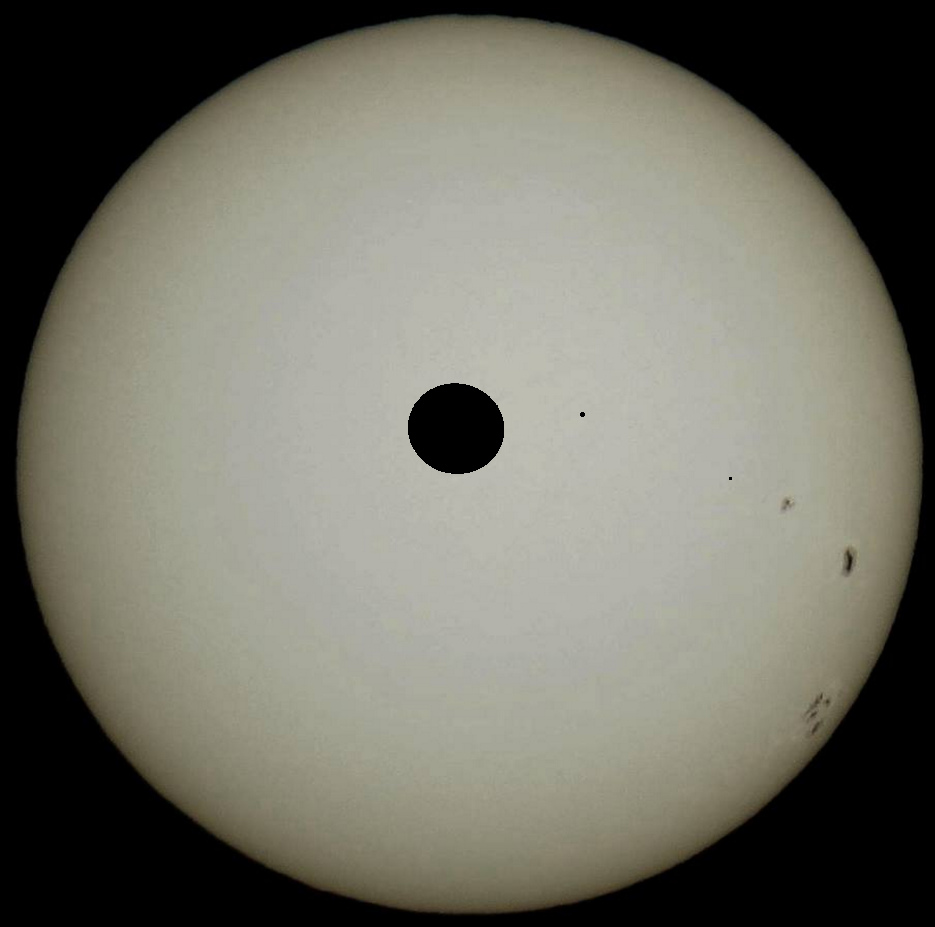
Een gesimuleerd silhouet van Jupiter en drie van haar manen in transitie voor onze zon.

Met de radiële snelheidsmethode verkrijgt men informatie over de massa van een planeet, met de astronomische fotometrie kan de straal bepaald worden. Wanneer een planeet passeert (overgang of transit) voor de moederster, zal de lichtkracht afnemen voor de waarnemer. Hoeveel deze afneemt hangt af van de grootte van de planeet. Zo verzwakt de lichtkracht van de ster van HD209458 met 1,7% bij de transitie. De meeste transitiesignalen zijn echter een stuk kleiner; ter vergelijking, de overgang van een planeet ter grootte van de aarde voor de zon veroorzaakt slechts een afzwakking van 80 delen per miljoen (0,008%).
Deze methode heeft twee grote nadelen. Ten eerste is de planeetovergang alleen waarneembaar als deze toevallig precies in het zicht van de waarnemer gebeurt. De kans dat dit tijdens het waarnemen van een ster plaatsvindt, hangt samen met de verhouding van de diameter van de ster tot de diameter van de omloopbaan van de planeet. Voor een planeet rond een ster als de zon op een afstand van 1 AE is deze observatiekans 0,47%. Daarom kan deze waarnemingsmethode vaak niet met zekerheid uitsluiten dat een ster planeten in haar systeem heeft. Echter kunnen er bij een grootschalig onderzoek van duizenden of zelfs honderdduizenden sterren tegelijk veel meer exoplaneten gevonden worden dan bij de radiële snelheidsmethode. Er zijn verschillende onderzoeken die dit doen, zoals het op aarde gelegen MEart Project, SuperWASP, KELT, HATNet, en het in de ruimte gelegen Corot en het Kepler Space Observatory. De transitmethode heeft ook als voordeel dat het planeten om sterren kan detecteren van duizenden lichtjaren ver weg. De meest afgelegen planeten ontdekt door het SWEEP onderzoek met de Hubble in 2006 lagen in de buurt van het centrum van de Melkweg. Echter zijn betrouwbare verifiërende onderzoeken naar deze planeten met de huidige technologie bijna onmogelijk.
Het tweede nadeel van deze methode is het hoge aantal van foutieve ontdekkingen. Uit een studie van 2012 bleek dat het percentage van onjuiste identificaties van planeten met de transitmethode met Kepler tot wel 40% zou kunnen zijn voor enkelvoudige planeetstelsels. Daarom heeft een ster met een enkele transitiedetectie een extra bevestiging nodig, normaal gesproken met de radiële-snelheidsmethode. De radiële-snelheidsmethode is in het bijzonder nodig voor planeten van 1 MJ of groter omdat deze objecten ook bruine dwergen of zelfs kleine sterren kunnen zijn. Voor sterren met twee of meer planeetkandidaten is de kans op een foutieve detectie erg laag, ze kunnen vaak worden geverifieerd zonder vervolgonderzoek. Sommige kunnen ook worden bewezen met de transitie tijd variatie methode.
Met de detectie van planeten bij de rode reuzentak via transitie is nog een ander probleem: alhoewel een transitie veel waarschijnlijker waarneembaar wordt vanwege de grote omvang van deze sterren, zijn de transitiesignalen moeilijker te onderscheiden van de moederster haar lichtkromme omdat rode reuzen regelmatig variaties vertonen in lichtkracht, met perioden van uren tot dagen. Dit effect is bijzonder vaak aanwezig bij subreuzen. Ook zijn deze sterren veel feller en planeten in transitie blokkeren een veel kleiner percentage licht. Van een heel andere orde zou de transitie voor een neutronenster of witte dwerg zijn, wat makkelijk een complete eclips zou kunnen zijn. Helaas is vanwege hun geringe diameter de kans om zo'n transitie voor een dergelijk stellair kern overblijfsel te spotten ontzettend klein.

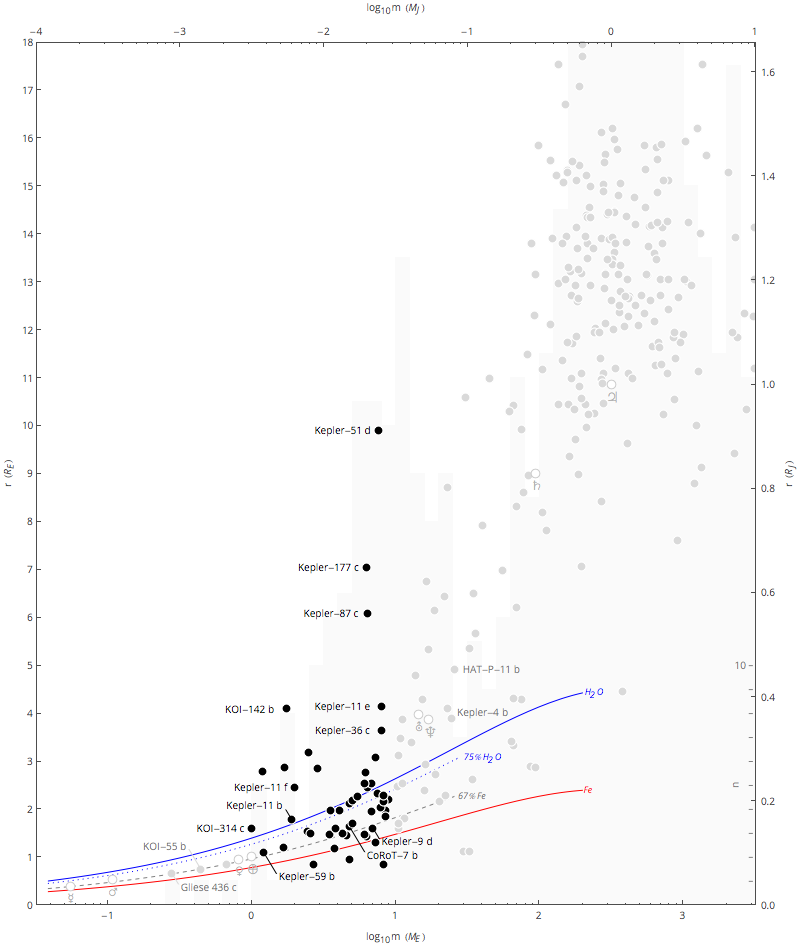
Eigenschappen (massa en straal) van planeten ontdekt via de transitmethode. De blauwe lijn stelt een hypothetische planeet van alleen water(of ijs) voor. De rode lijn een hypothetische planeet uit puur ijzer. Superaardes in het zwart.

Het grootste voordeel van de transitmethode is dat de grootte van de planeet kan worden afgeleid uit de lichtkromme. In combinatie met de radiële snelheidsmethode (die de massa kan bepalen) kan men de dichtheid van de planeet bepalen, en dus iets van de fysische structuur te weten komen. De planeten die bestudeerd zijn door beide methoden zijn verreweg de best geclassificeerde planeten van alle bekende exoplaneten.
Met de transitmethode kan men ook de atmosfeer van de planeet in overgang bestuderen. Als de planeet in overgang is, passeert er licht door de bovenste atmosfeer van de planeet. Door het stellaire spectrum in hoge resolutie te bestuderen, kan men elementen uit deze atmosfeer identificeren. Een planetaire atmosfeer (en een planeet trouwens ook)
zou ook ontdekt kunnen worden door de polarisatie van het licht te meten van de ster wanneer het door de atmosfeer straalt of er vanaf reflecteert.
Van de secundaire eclips (wanneer de planeet achter de ster langs passeert) verkrijgt men ook metingen, van de straling van de planeet, en het helpt om de excentriciteit van de omloopbaan verder te bepalen. Wanneer men de fotometrische intensiteit van de ster tijdens de secundaire eclips aftrekt van de intensiteit ervoor of erna, blijft het signaal van de planeet over. Met deze gegevens is het mogelijk om de temperatuur van de planeet te meten en zelfs tekenen van wolkformaties te ontwaren. In maart van 2005 hebben twee groepen wetenschappers metingen met deze techniek verricht met de Spitzer Space Telescope. De twee teams bestaande uit het Harvard-Smithsonian Center for Astrophysics team en het Goddard Space Flight Center team, bestudeerden de planeten TrES-1b en Osiris. De metingen ontdekten de temperaturen: 1060 K op TrES-1b en zo'n 1130 K op HD 209458b. Ook is bij de 'hete Neptunus'-achtige planeet GJ 436b een secundaire eclips gevonden. Het komt ook voor bij planeten die een transitie vertonen, dat de omloopbaan dusdanig is dat er geen secundaire eclips plaatsvindt ten opzichte van de aarde; zoals bij planeet HD 17156 b waarbij dit met 90% zekerheid is vastgesteld.
Een missie van het Franse CNES, het  Corot project (2006-2013), was het eerste ruimtevaartuig bedoeld voor het onderzoek naar planetaire transitie buiten de aardatmosfeer, zodat er geen scintillatie voor de telescoop is, en de nauwkeurigheid beter is dan vanaf de aarde. Dit maakte mede de baan vrij voor de Kepler en de toekomstige planetenjager TESS.
In maart 2009 lanceerde NASA het Kepler Space Observatory om een groot aantal sterren met de transitmethode te onderzoeken in het sterrenbeeld Zwaan (Cygnus) met apparatuur gevoelig genoeg om planeten van hetzelfde formaat als de aarde te ontdekken. Men hoopte na een 3,5 jaar durende missie dat de satelliet genoeg gegevens had verzameld om planeten te detecteren die zelfs kleiner dan de aarde zouden zijn. Het heeft deze niet alleen ontdekt, maar zelfs statistieken over zulke planeten rond sterren als de zon kunnen verzamelen.
Op 2 februari 2011 gaf het Kepler team een lijst van 1235 exoplaneet kandidaten uit, met 54 hiervan mogelijk in de bewoonbare zone. Op 5 december 2011 kwam het team met een nieuwe lijst van 2326 mogelijke exoplaneten, waarvan 207 vergelijkbaar met de aarde, 680 van superaarde formaat, 1181 van het Neptunus formaat, 203 van Jupiter formaat en 55 nog groter. Op 31 augustus 2017 zijn er 4496 mogelijke planeten geïdentificeerd, waarvan de kleinste zelf nog kleiner dan Mercurius is, namelijk Kepler-37b.

### Gravitationele microlensing

Gravitationele microlensing

Gravitationele microlensing treedt op wanneer het zwaartekrachtveld van een ster als een lens fungeert en het licht van de ster op de achtergrond vergroot. Dit effect vindt alleen plaats wanneer beide sterren bijna perfect op een lijn staan. Deze effecten duren maar kort, van enkele dagen tot weken, omdat de sterren en de aarde constant in beweging zijn. Het is al meer dan duizend keer waargenomen in de afgelopen tien jaar.
Wanneer de ster met het lenseffect een planeet in omloop heeft, kan het zwaartekrachtsveld van de planeet ook een detecteerbare toevoeging hebben aan het lenseffect. Aangezien dit een uitzonderlijke uitlijning van posities betreft, is het zeldzaam en zullen een flink aantal sterren continu geobserveerd moeten worden om een redelijk aantal planetaire observaties te kunnen doen. Dit werkt het beste voor planeten tussen de aarde en het centrum van de Melkweg, omdat deze dan in een groot aantal achtergrond sterren voorziet. Deze methode werkt het best voor planeten met een afstand van 1 tot 10 AE rond een zon-achtige ster.
Een groot nadeel is dat deze methode niet kan worden gereproduceerd, de kans op zo'n uitlijning van hemellichamen is immers uiterst klein en gebeurt niet zo snel een tweede keer. De geobserveerde planeten zijn meestal een aantal kiloparsec ver weg en dus niet detecteerbaar met andere methoden. Ook is de enige eigenschap die kan worden bepaald met microlensing de massa, die ruwweg wordt benaderd. Deze methode werkt het beste voor sterren met een lage massa, omdat de massaverhouding van planeet tot ster evenredig is met de accuratesse van het microlensing effect.
Een paar van de voordelen van gravitationele microlensing is de mogelijkheid om planeten van een lage massa te detecteren (in principe zo laag als de massa van Mars), het kan planeten ontdekken met een wijde omloopbaan zoals die van Saturnus en Uranus, waarbij de omlooptijd te lang is voor de radiële snelheids- en transitmethode. Een ander voordeel is de grote afstand waarover planeten kunnen worden waargenomen. Wanneer er voldoende achtergrondsterren met genoeg precisie kunnen worden geobserveerd, zal deze methode uiteindelijk kunnen onthullen aan de mensheid hoe vaak aardachtige planeten in de Melkweg voorkomen.

### Directe waarneming

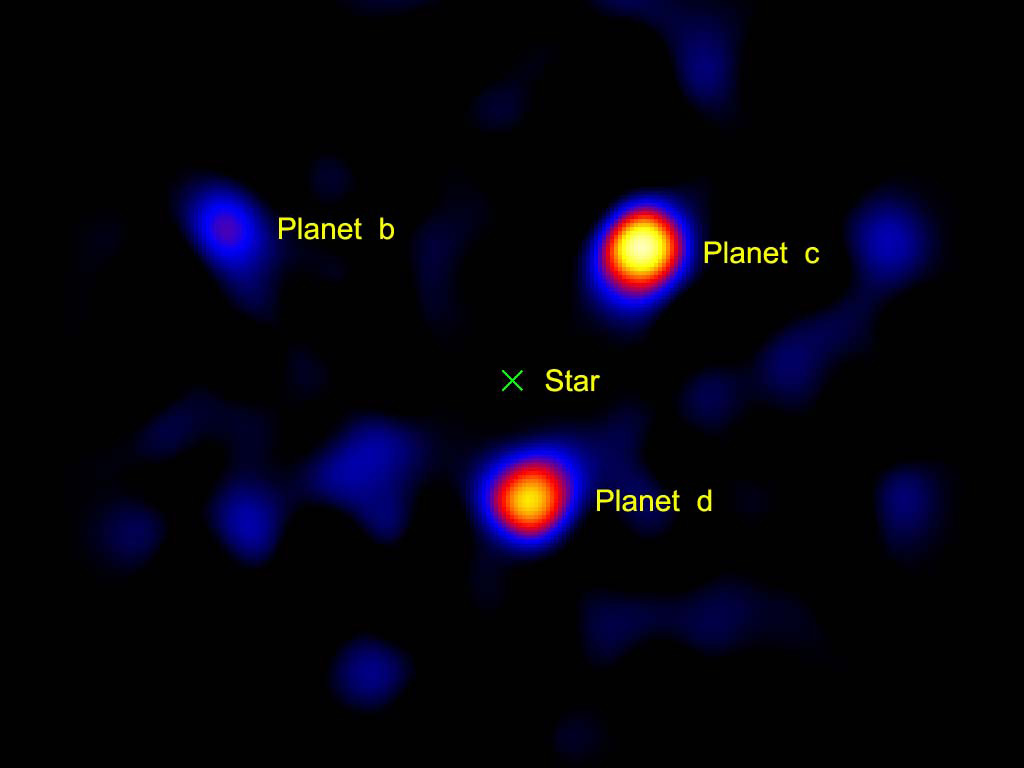
Afbeelding van een directe waarneming van exoplaneten rond de ster HR 8799, gemaakt met een type coronagraaf en de Haletelescoop.

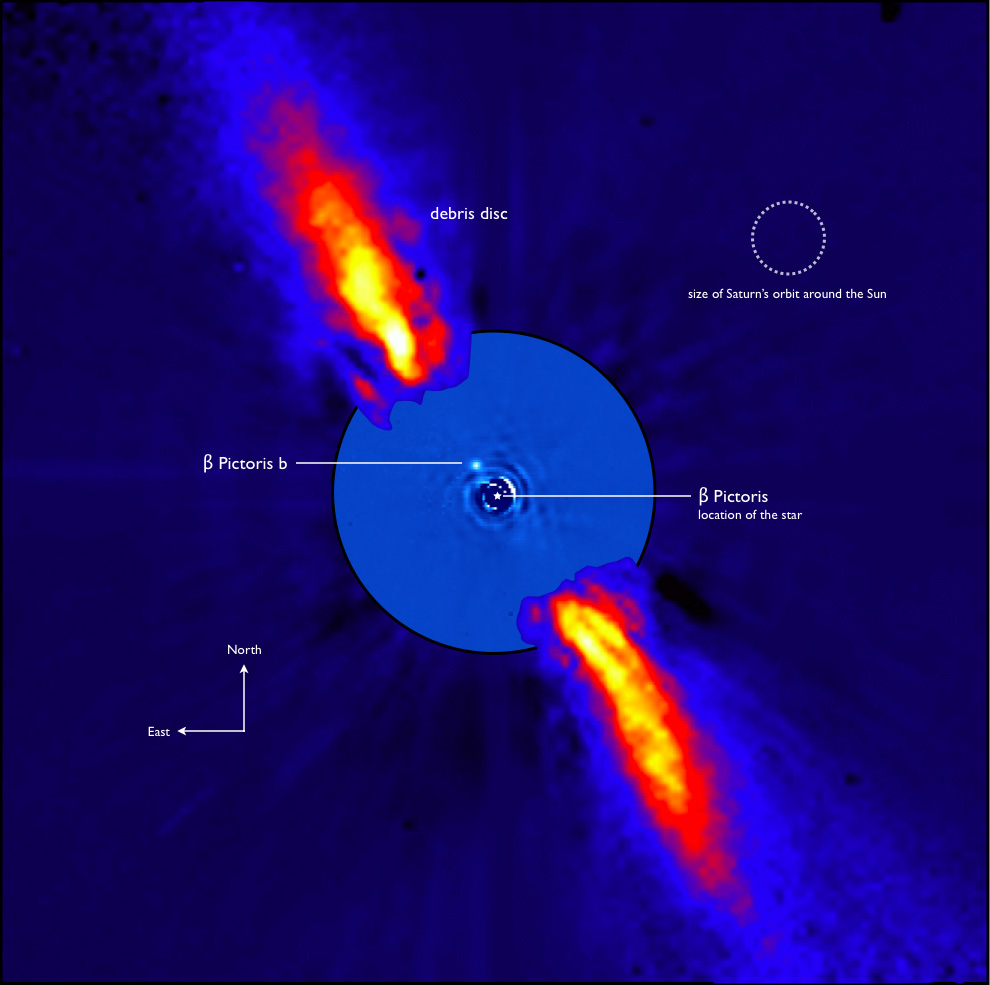
Afbeelding van een planeet bij de ster Beta Pictoris, gemaakt door de ESO.

Vergeleken met sterren zijn planeten extreem zwakke lichtbronnen, het kleine beetje licht dat ze uitstralen raakt meestal verloren in de schittering van de ster. Over het algemeen is het dus erg moeilijk planeten te detecteren en ze apart van de ster waar te nemen. Planeten die ver genoeg van de ster af in omloop zijn om gezien te worden, zonder dat het licht van de ster te fel is, reflecteren dan weinig sterrenlicht, dus worden planeten waargenomen aan de hand van hun warmtestraling. De beste situatie voor directe waarneming is een stersysteem dicht bij de zon, met een planeet nog een stuk groter dan Jupiter, op grote afstand van haar ster, met een hoge temperatuur zodat ze een intensieve infraroodstraling uitzend; de opnames worden dan ook in infrarood gemaakt waarop de planeet beter te zien is dan in zichtbaar licht. Met een coronagraaf kan het licht van de ster geblokkeerd worden zodat de planeet beter zichtbaar wordt. Een directe opname van een exoplaneet vergt een extreme optothermische stabiliteit.

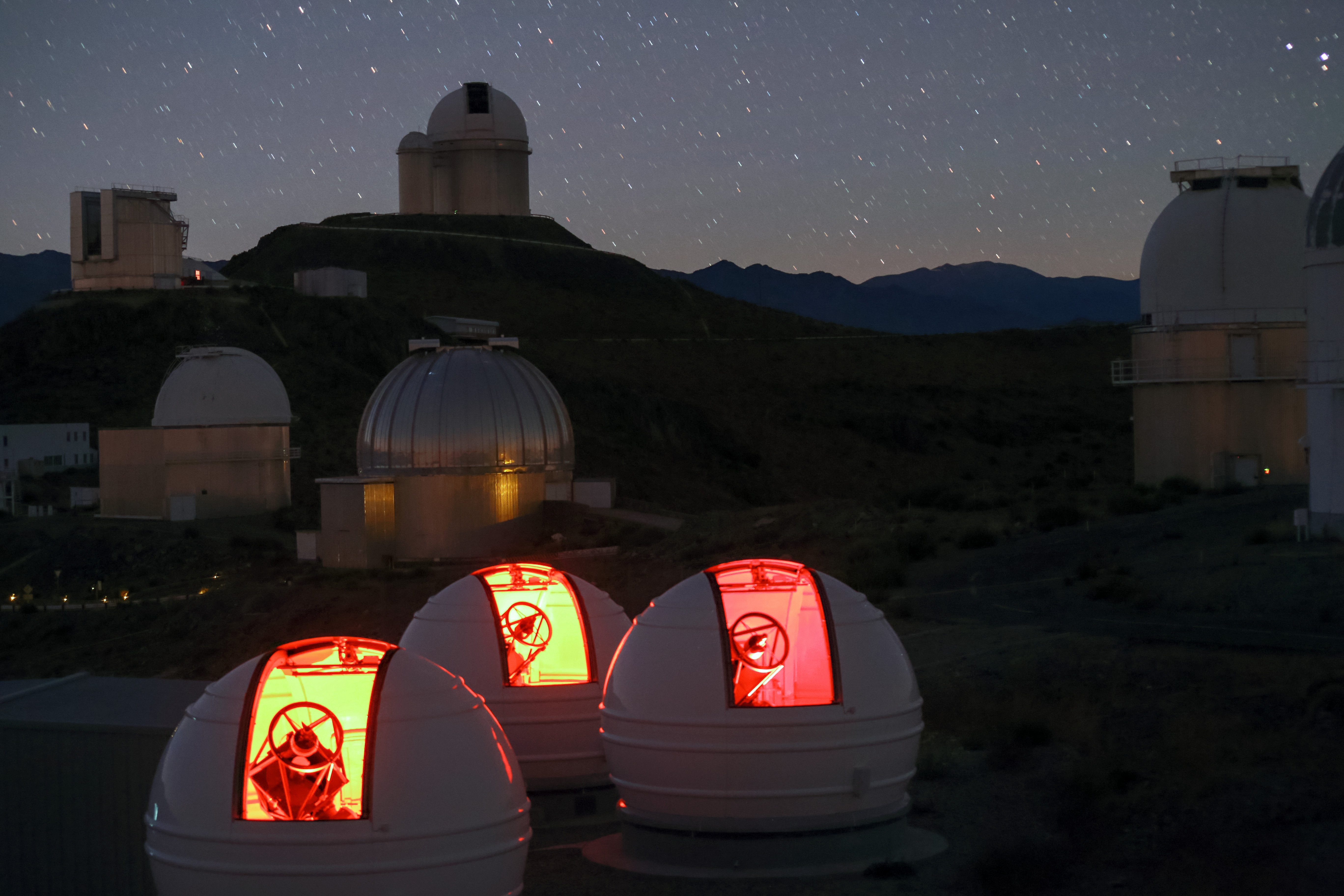
De ExTrA telescopen van het La Silla-observatorium observeren in het infrarode spectrum.

Directe waarneming kan alleen een approximatie van de massa van de planeet geven, welk wordt afgeleid van de leeftijd van de ster en de temperatuur van de planeet. Hier kan flink wat speling in zitten, ook omdat planeten miljoenen jaren na de sterformatie kunnen ontstaan. Hoe koeler de planeet, hoe minder massa deze hoeft te bezitten. In sommige gevallen is het mogelijk een grove schatting van de straal van de planeet te geven op basis van de waargenomen temperatuur, de helderheid en afstand tot de aarde. Op deze manier hoeft de spectraal emissie niet van de ster te worden gescheiden, waardoor de chemische opmaak van zo'n exoplaneet beter te bepalen zou zijn.
Soms zijn observaties in meerdere golflengten nodig om er zeker van te zijn dat het om een planeet gaat en geen bruine dwerg. Met directe waarnemingen kan de omloopbaan van een exoplaneet om haar ster precies worden gemeten. In tegenstelling tot de andere methoden werkt directe waarneming beter met een glooiingshoek van 0° dan met een hoek van 90°.
De planeten die tegenwoordig door directe waarneming worden ontdekt vallen in twee categorieën. Ten eerste worden ze ontdekt rond sterren met meer massa dan de zon, terwijl ze jong genoeg zijn om nog een protoplanetaire schijf te hebben. De tweede categorie bestaat uit mogelijke sub-bruine dwergen die gevonden worden rond uiterst lichtzwakke sterren, of bruine dwergen die ten minste 100 AE van de moederster af staan.
Directe waarneming werkt ook goed voor solitaire planeten.